# Abadia de São Maurício
Abadia de Saint-Maurice, também conhecida por Abadia de Saint-Maurice de Agauno  por ter sido construída no posto romano de Agauno, na estrada pavimentada que estes haviam  construído em direcção da actual Genebra. 
A Abadia, que tem mais de 1 500 anos de existência, está situada em Saint-Maurice, Valais na Suíça, tem origem no santuário edificado sobre o túmulo de São Maurício (em francês:  Saint-Maurice) e dos seus Companheiros, os chamados Mártires de Agauno.

## Abadia
Por volta de 380 o Bispo de Octodure, antigo nome de Martigny , deposita as relíquias dos mártires num santuário. A 22 de Setembro de 515, o rei dos Burgúndios Santo Segismundo funda o mosteiro, cria uma comunidade de monges para guardar as relíquias e acolhe os peregrinos que aí se vinham recolher  e inaugura o "Laus Perennis" (as "preces perpétuas") . 

## Regalias
No século IX são Cônegos que substituem os monges e em 1128 adoptam a Regra de Santo Agostinho. O culto dos mártires alastra pela Europa e a terra de Agauno torna-se um centro espiritual do segundo reino de Borgonha (888), e depois da dinastia da Casa de Saboia. Os privilégios sucedem-se a acaba por conseguir a isenção de toda a jurisprudência episcopal, e acaba nullius dioeceseos (Abadia territorial) .  

## Tesouro
Com o decorrer do tempo diferentes ofertas de príncipes e reis vieram enriquecer o património da abadia e entre jóias e pedras de todos os tipos são de salientar três obras excepcionais :
- Um vaso em ónix do século I ou II,  conhecido por "Vaso de Saint Martin" (São Martinho)
- Um cofre de Teudéric do século VII
- A Aiguière "de Carlos Magno" do período carolíngio

Imagens do  tesouro  «Imagens  do tesouro da abadia» (em francês). Visitado: Abril 2012 . 
Durante os importantes trabalhos de transformação da abadia, o tesouro esteve fechado ao público entre o 1er de Julho de 2013 atá 31 de Agosto de 2014, mas foi feita uma exposição das melhores obras no Museu do  Louvre em Paris .

## Direcção
Abbaye de Saint-Maurice

Av. d'Agaune 15

Case postale 34, 1890 Saint-Maurice, Suíça